# Tafelberg (Surinam)
La montaña Tafelberg (literalmente "Montaña mesa") posee una elevación de 1026 m de altura, y es una de las montañas más altas de Surinam. Es una meseta y forma parte de la Reserva Natural de Tafelberg, siendo un destino popular de salidas de campamento. La montaña posee una forma triangular, con una meseta plana de 10 km x 15 km en su parte superior. Los laterales son abruptos y solo se puede acceder a la cumbre por su cara nor-oeste.
La montaña se encuentra en el Distrito de Sipaliwini. En sus proximidades se encuentra el Aeropuerto de Tafelberg.
- Datos: Q743626